# Draba diversifolia
Draba diversifolia là một loài thực vật có hoa trong họ Cải. Loài này được Boiss. & A.Huet mô tả khoa học đầu tiên năm 1856.